# Futhark

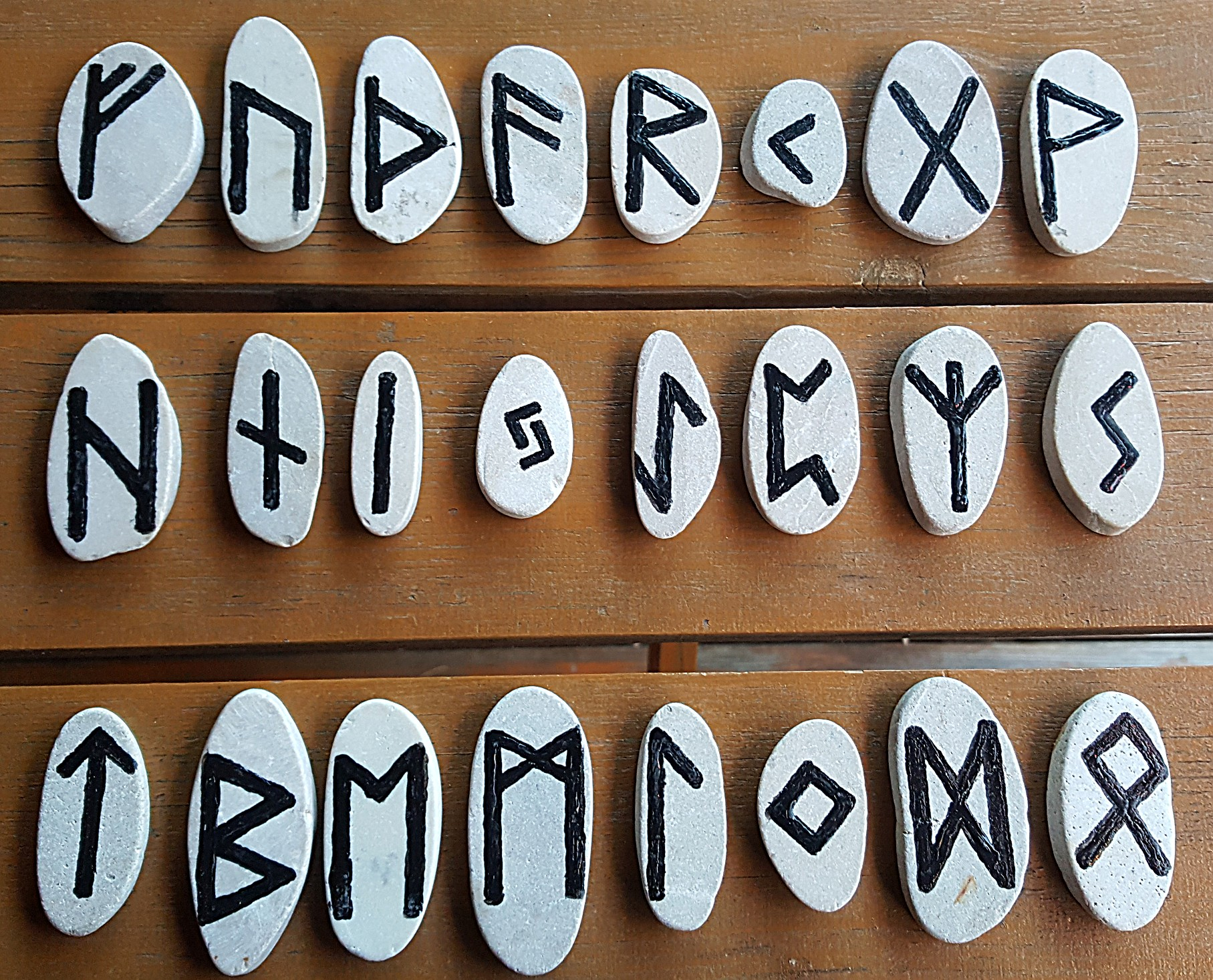
Runele în ordine

"Futhark" este numele comun al alfabetelor runice germanice și scandinave. Cuvântul provine din citirea a primelor șase litere ale alfabetului runic: f, u, th, a, r, k.
Ultimele trei litere, citite de la coadă la cap, reprezintă numele zeului suprem al vechilor germani, vikingi sau islandezi, și anume zeul Odin. Numele începe cu litera "O", urmată de "D", după care urmează formația de sunete "ing", reprezentată prin o singură literă. Fiecare literă reprezintă fie o zeitate, fie un semn astrologic, fie un element natural (viață, pământ etc.)

## Descriere
De obicei, cuvântul „futhark” desemnează orice alfabet runic, indiferent de variantă. Cu toate acestea, datorită vechimii mai mari, alfabetul runic germanic antic este numit futhark vechi, iar restul sunt denumite futhark nou. Astfel, de exemplu, alfabetul runic englezesc poate fi numit „futhorc”.

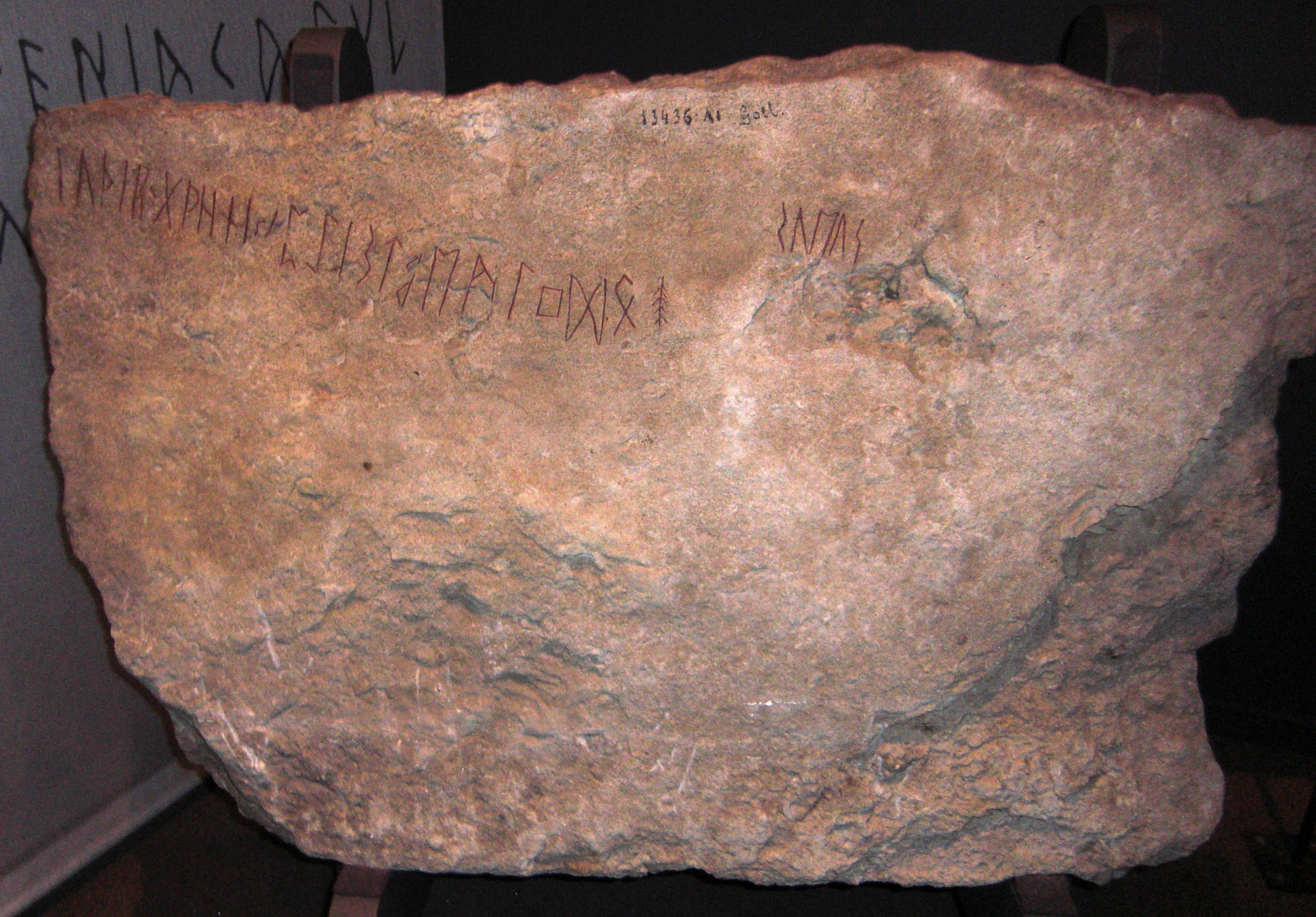
Vechiul futhark de pe Kylverstein

| Rună  | Transliterare | AFI      | Nume proto-german  | Înțeles                              |
| ----- | ------------- | -------- | ------------------ | ------------------------------------ |
| ᚠ     | F             | /f/      | *fehu              | avere                                |
| ᚢ     | U             | /u(:)/   | ?*ūruz             | bour (incert)                        |
| ᚦ     | Þ             | /θ/, /ð/ | ?*þurisaz          | jötun, uriaș                         |
| ᚨ     | A             | /a(:)/   | *ansuz             | zeu                                  |
| ᚱ     | R             | /r/      | *raidō             | călătorie                            |
| ᚲ     | K             | /k/      | ?*kaunan           | ulcer                                |
| ᚷ     | G             | /g/      | *gebō              | dar                                  |
| ᚹ     | W             | /w/      | *wunjō             | fericire                             |
| ᚺ / ᚻ | H             | /h/      | *hagalaz           | grindină                             |
| ᚾ     | N             | /n/      | *naudiz            | nevoie                               |
| ᛁ     | I             | /i(:)/   | *īsaz              | gheață                               |
| ᛃ     | J             | /j/      | *jēra-             | an                                   |
| ᛇ     | Ï, æ          | /æ:/(?)  | *ī(h)waz/*ei(h)waz | tisă                                 |
| ᛈ     | P             | /p/      | ?*perþ-            | elan (sau protecție)                 |
| ᛉ     | Z             | /z/      | ?*algiz            | -incert                              |
| ᛊ / ᛋ | S             | /s/      | *sōwilō            | soare                                |
| ᛏ     | T             | /t/      | *tīwaz/*teiwaz     | zeul Tiwaz                           |
| ᛒ     | B             | /b/      | *berkanan          | mesteacăn                            |
| ᛖ     | E             | /e(:)/   | *ehwaz             | cal                                  |
| ᛗ     | M             | /m/      | *mannaz            | om                                   |
| ᛚ     | L             | /l/      | *laguz             | apă, lac (sau din pg. *laukaz, praz) |
| ᛜ     | ŋ             | /ŋ/      | *ingwaz            | zeul Ingwaz                          |
| ᛞ     | O             | /o(:)/   | *ōþila-/*ōþala-    | zi                                   |
| ᛟ     | D             | /d/      | *dagaz             | moștenire, avere                     |

### Clasificare

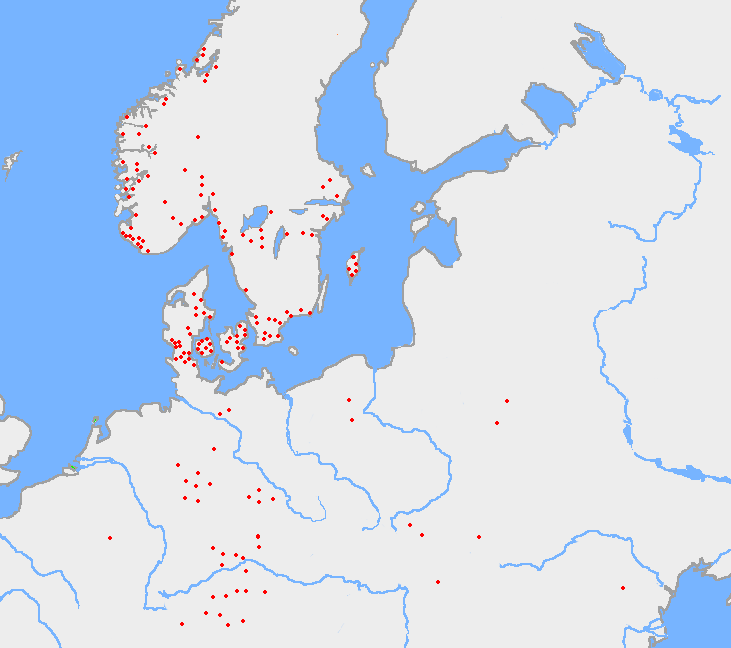
locuri unde au fost găsite rune futhark vechi

- Futhark-ul vechi. (în engleză Older/Elder Futhark, în germană das ältere futhark) este cel mai vechi dintre alfabetele runice. El a fost folosit ca sistem de scriere de către germani, purtători ai hominelor germanice nord-vestice, în momentul marii relocări a popoarelor. Principalele monumente sunt bijuteriile, vasele, armele, pietrele runice din Scandinavia secolele II - X. Alte denumiri sunt vechiul futurk. Vechiul Futhark, sau futurk germanic. Futhark germanic). A dispărut în timpul Evului Mediu timpuriu și înalt.

- Futhark-ul nou, care a înlocuit Futhark-ul mai vechi și care a fost descifrat abia în 1865 de către savantul norvegian Sofus Bugge.
- Futhorc-ul a fost variantă folosită de anglo-saxonii și frizonii.

## Runele în ficțiune
- Runele apar în Hobbitul lui J. R. R. Tokien sub diverse forme, inclusiv pe coperta cărții.
- În Războiul Stelelor. Episodul I apare un alfabet numit „futhark” dar care este vizibil diferit de rune.